# Salario en España
El salario, en España, se regula en el Texto Refundido del Estatuto de los Trabajadores, en sus artículos 26 y siguientes.
| Salario medio bruto anual en España                 |
|                                                     |
| Fuente: Encuesta Anual de Estructura Salarial (INE) |

## Concepto
El salario es totalidad de percepciones económicas (en especie o en dinero) que perciba un trabajador a cambio de la prestación de sus servicios por cuenta ajena y que retribuya tanto el trabajo efectivo como los periodos de descanso que se consideran tiempo de trabajo.
La mayor parte del salario tiene que ser en efectivo (en moneda de curso legal), mientras que en especie (viajes, coche, piso) puede ser hasta un 30% del total del salario. Los empleados del servicio del hogar pueden cobrar en especie hasta un 45%.

## Estructura salarial
Es el total del salario (la suma del salario base y los complementos salariales). En algunos casos puede darse que no haya complementos salariales.

### Salario base
Es el salario que se paga a una persona, que se fija por unidad de tiempo trabajado o por unidad de obra o lo que tiene en cuenta las dos, y que retribuye la prestación realizada por cuenta ajena. Se fija por contrato colectivo de trabajo, en su defecto por pactos individuales que afecten a distintas categorías (se pacta con representantes y luego afectan a todos) y si no se pacta por ninguna de las 2 formas el salario base será el salario mínimo interprofesional (SMI).

### Complementos salariales
Son los pluses que se pactan por convenio colectivo (normalmente). Y pueden ser:
- Los personales: tienen que ver con la figura del trabajador y se conceden por las capacidades del trabajador (idiomas, antigüedad, formación etc). Desde 01/01/98 la antigüedad depende de lo que diga el convenio colectivo, antes, cada 3 años se regulaba la antigüedad. Estos complementos en principio podrían no ser consolidables.
- Los de calificación: están vinculados al trabajo o al puesto de trabajo.
- Los de beneficios y participaciones: están vinculados a la situación y resultados de la empresa.

#### Participación en beneficios
Es uno de los posibles pluses o complementos que se puede dar a los trabajadores.
Pagas de beneficios: son las cantidades que se pactan con el empresario y pase lo que pase en la empresa se da, es decir aunque no haya beneficios. Esta paga está garantizada con el SMI si no se pacta paga de beneficios, no se puede dar menos del SMI. Esta paga se suele dar a gente con cierta responsabilidad, con ciertos cargos.

### Pagas extraordinarias
De acuerdo con el artículo 31 del Estatuto de los trabajadores (España), las pagas extraordinarias son diferentes a las pagas de beneficios, las pagas extraordinarias son obligatorias para los trabajadores, como mínimo se pueden dar 2 al año (que son la de Navidad y otra cuando se pacte que normalmente es en verano). Las pagas extras se pueden prorratear, es decir, que cada mes incluya un porcentaje de la paga. Estas pagas extras cotizan a la seguridad social, porque son conceptos salariales, y sobre las mismas también se practican las retenciones tributarias. 

### Prestaciones extrasalariales
Hay una serie de cantidades que se pueden ganar al mes que no son conceptos salariales, son las prestaciones extrasalariales. Tienen un tratamiento especial, forman parte del salario jurídico, el trabajador no cotiza por ellos a la seguridad social pero si tienen retención fiscal en origen.
No se tienen en cuenta a la hora de cotizar ni para calcular la pensión de jubilación y hay de 3 tipos:
1. Prestaciones extrasalariales como son:
  1. Dietas de viajes, comidas, etc.
  2. Gastos de locomoción
  3. Gastos urbanos: Para evitar fraudes y evitar perjudicar al trabajador, si las prestaciones extrasalariales superan el 20% del SMI mensual, se convierten en prestaciones salariales.
2. Prestaciones de la Seguridad Social
  1. Prestación por maternidad
  2. Bajas por enfermedad, accidente
3. Indemnizaciones:
  1. Por traslado de domicilio de más de un año
  2. Por suspensión del contrato de trabajo
  3. Indemnización por despido

## Salario mínimo interprofesional
El SMI está regulado en el artículo 27 del Estatuto de los trabajadores (ET). Lo fija el gobierno anualmente y tiene en cuenta factores como el IPC previsto, la productividad media nacional, el incremento de la participación del trabajo en la renta nacional y la coyuntura económica general. El SMI es revisable cada 6 meses en caso de que no se cumplan las previsiones del índice de precios. En su cuantía, es inembargable. Para el año 2018, el salario mínimo interprofesional era de 735,90 € al mes o 10 302,60 € al año (incluyendo las dos pagas extraordinarias a las que tienen derecho los trabajadores). Desde dicho año 2018 el SMI ha experimentado subidas sin precedentes, aumentando en el período 2018-2023 alreadedor de un 47 %. De este modo, para el año 2023 el SMI ha quedado fijado en 1080 € en 14 pagas (es decir, 15 120 € anuales, o 1260 € en doce pagas, tal y como acostumbra a expresarse en otros países de la UE). 
Evolución del salario mínimo interprofesional en España:
| Salario mínimo en España desde 2002 hasta 2025 (en EUR, 14 mensualidades) |
| |
| Gobiernos del PP. José María Aznar hasta 2004 y Mariano Rajoy desde 2011 a 2018. Gobiernos del PSOE. José Luis Rodríguez Zapatero de 2005 a 2011 y Pedro Sánchez de 2019 a 2025. |

## Salario medio y distribución salarial
De acuerdo con la Encuesta de Población Activa, en 2012, el salario anual medio bruto fue de 22.899,35 € (25.667,89 € para los hombres y 19.767,59 € para las mujeres).
En 2014 el INE publicó los datos del Salario Medio Interprofesional en España, que era de 22.572 euros brutos, es decir de 1.881 € brutos al mes, aproximadamente 1300 euros netos al mes (12 mensualidades) aproximadamente (en función del IRPF de cada trabajador).
Evolución del salario bruto mensual medio de acuerdo a los datos publicados por el INE en la Encuesta de Población Activa.
- Año 2014, salario medio 1881,3 Euros/mes. Mediana salarial: 1.602,5
- Año 2013, salario medio 1869,1 Euros/mes. Mediana salarial: 1.600,2
- Año 2012, salario medio 1850,3 Euros/mes. Mediana salarial: 1.579,0
- Año 2011, salario medio 1841,8 Euros/mes. Mediana salarial: 1.577,1
- Año 2010, salario medio 1838,8 Euros/mes. Mediana salarial: 1.566,8
- Año 2009, salario medio 1815,2 Euros/mes. Mediana salarial: 1.530,0
- Año 2008, salario medio 1774,3 Euros/mes. Mediana salarial: 1.491,4
- Año 2007, salario medio 1643,5 Euros/mes. Mediana salarial: 1.409,7
- Año 2006, salario medio 1572,6 Euros/mes. Mediana salarial: 1.338,4

La calculadora de sueldo neto permite calcular el tipo de retención, el sueldo neto y la aplicación de la ley Beckham .
|                   |
| Actualizado: 2014 |

## Compensaciones salariales y absorción
Están reguladas en los artículos 26.5 y 27.1 del ET.

## Globalización salarial
Se refiere a cuando se pacta expresamente entre el empresario o el trabajador o se pacta colectivamente, es decir por Convenio Colectivo, que la remuneración se pague de modo unitario, es decir que en la nómina no aparezca ni el salario base, ni complementos ni retenciones, solo aparece el salario que voy a percibir, normalmente el salario neto. Así se realizan las nóminas con más rapidez. Puede ser ventajoso para el trabajador porque no se concreta si el trabajador tiene pluses o complementos y así el empresario no puede retirar esos pluses y complementos.

## Comisiones
Este pago también puede ser por cuenta ajena y lo normal es que se pague a final de año en vez de mes a mes, en este caso, salvo pacto en contrario(cuando se pague al trabajador en menos tiempo, aproximadamente cada 3 o 6 meses. Actualmente es lo que se da y suele ser una cantidad fija más una comisión o bien una cantidad variable). No pagan por finalizado cada trabajo, sino que lo anotan en el libro de contabilidad y en cualquier momento el trabajador puede mirarlo.

## Nómina
La nómina es el recibo justificativo de pago y recoge todos los supuestos por los que pagan al trabajador. En la nómina aparece:
- Datos fiscales y patronales de la empresa
- Datos fiscales del trabajador
- Salario base, horas extras, complementos salariales, etc.

El modelo oficial de la nómina se pacta en convenio colectivo y como lo quiera la empresa y se recoge en una orden del 27/12/94 (BOE 3 de enero del 95)

## El crédito salarial

### Protección del crédito salarial
El salario se tiene que dar puntualmente (en la fecha que se haya pactado en Convenio Colectivo, en el contrato o en su defecto según los usos y costumbres del lugar). Si se retrasan en el pago del salario tienen que pagar intereses de demora que normalmente es un 10% anual.

### Carácter privilegiado del crédito salarial
Si el empresario tiene varios acreedores, el primero será el trabajador, si el empresario tiene varias deudas, la que primero tiene que satisfacer es el salario:
- El salario del último mes es preferente a cualquier otro crédito, incluso la prenda e hipoteca. Si el empresario no paga, el trabajador puede iniciar ejecución ante el empresario y éste tendrá que pagar el doble del SMI de 633,30 euros pero nunca le podrán pagar más de lo que gane, es decir si gana 1300 euros cobrará 633,30 * 2 pero si gana 700 cobrará 700 euros.
- Si en la empresa hay bienes elaborados por los trabajadores que pueden compensar el salario, se los pueden quedar.
- Si no hay bienes elaborados por los trabajadores y tampoco se trata del salario del último mes, lo que se garantiza es el triple del SMI diario (21,11 euros) por los días que se deban.

## Inembargabilidad del salario
El salario mínimo interprofesional es inembargable, salvo en los casos de que el trabajador esté condenado al pago por alimentos a favor de los hijos, en cuyo caso también se le podría embargar en la cuantía que determinase el juez. Lo que exceda del salario mínimo interprofesional es, por tanto, embargable según los siguientes tramos (art. 607.2 LEC):
1. El primer SMI, no se puede embargar.
2. El segundo SMI, se puede embargar hasta un 30%.
3. El tercer SMI, se puede embargar hasta un 50%.
4. El cuarto SMI, hasta un 60%.
5. El quinto SMI, hasta 75%.
6. El exceso de lo anterior, hasta el 90%.

## Fondo de garantía salarial - FOGASA
El fondo de garantía salarial (FOGASA) es un organismo público y autónomo de ámbito nacional, dependiente del Ministerio de Economía y Seguridad Social, el cual tiene un órgano rector. Funciona a través de delegaciones en las diferentes CCAA y vive de las aportaciones de los empresarios por cada trabajador que contrata, y estas cotizaciones (que sólo paga el empresario sobre el salario de cada trabajador) son del 0,2% sobre el salario del trabajador, según establece la ley 43/2006, de 29 de diciembre, para la mejora del crecimiento y el empleo.
FOGASA puede responder de 3 maneras deferentes:
- Directa: Responde en 2 supuestos:
  - En las empresas de menos de 25 trabajadores responde del 40% de las indemnizaciones por despidos colectivo o despidos por causas objetivas, económicas, técnicas, organizativas, o de producción; sin necesidad de que el empresario sea insolvente, concurso de acreedores, suspensión de pagos o quiebra
  - De las indemnizaciones por extinción de contrato derivado de fuerza mayor (cierre de la empresa por incendio, etc.) cuando la Administración perdone al empresario, FOGASA responde directamente de 20 días de salario por año trabajado, en este caso tampoco se exige que el empresario sea insolvente, esté en concurso de acreedores, quiebra, etc.
- Indirecta o Subsidiaria: Cuando el empresario es insolvente, está en concurso de acreedores, suspensión de pagos, quiebra y lo que se debe es un salario, FOGASA responde subsidiariamente, y dependerá de si es un salario o una indemnización:
  - Si es un salario, tiene que estar reconocido en acto de conciliación judicial o en sentencia judicial y respondería del triple del salario mínimo diario por los días que me deba sin que supere los 150 días como máximo.
  - Si es una indemnización por despido (que no sean de los que responde de forma directa) el FOGASA responde por una anualidad calculada teniendo como base diaria el triple del salario mínimo diario, es decir que como máximo (en el año 2009) será: 24,22 euros * 2 * 365. Para todos los despidos, excepto el colectivo, paga FOGASA 30 días por año trabajado y por el despido colectivo FOGASA paga 20 días por año trabajado. Las reclamaciones a FOGASA se deben de hacer con un plazo de un año a partir del acto de conciliación o sentencia judicial. Si no se hace en el plazo de un año se pierde el derecho al cobro.